# Окур (Ен)
Окур (фр. Haucourt) насеље је и општина у североисточној Француској у региону Пикардија, у департману Ен (Пикардија) која припада префектури Сен Кентен.
По подацима из 2011. године у општини је живело 921 становника, а густина насељености је износила 98,29 становника/km². Општина се простире на површини од 9,37 km². Налази се на средњој надморској висини од 87 метара.

## Демографија
| 1962. | 1968. | 1975. | 1982. | 1990. | 1999. | 2011. |
| ----- | ----- | ----- | ----- | ----- | ----- | ----- |
| 387   | 428   | 760   | 764   | 803   | 832   | 921   |

График промене броја становника у току последњих година